# Víctor Huggo Martin
Víctor Huggo Martin ist ein mexikanischer Film- und Fernsehschauspieler.
Er tritt seit Beginn der 1990er Jahre als Schauspieler in Erscheinung, sein Schaffen umfasst mehr als drei Dutzend Produktionen. Eine seiner bekanntesten Rollen ist die des Fidel Castro in Fidel & Che, an der Seite Gael García Bernal.

## Filmografie (Auswahl)

### Spielfilme
- 1996: Parejas
- 1996: El amor de tu vida S.A.
- 1997: Nic Habana
- 1999: Sexo, pudor y lágrimas
- 2000: Juegos bajo la luna
- 2002: Fidel & Che
- 2008: High School Musical: El Desafio Mexico
- 2010: Regresa
- 2016: Inside the Mine

### Fernsehserien
- 1990: Hora Marcada
- 1996: Nada personal
- 1998: La casa del naranjo
- 1999: Cuentos para solitarios
- 1999: Yacaranday
- 2000: La calle de las novias
- 2002: Lo que es el amor
- 2004: La heredera
- 2006: Montecristo
- 2009: Pasión Morena
- 2011: A corazón abierto
- 2012: Los Rey
- 2013: Vivir a destiempo
- 2014: Sr. Ávila